# Else von Manteuffel
Elisabeth Hedwig „Else“ von Manteuffel (* 20. Januar 1848 in Redel, Kreis Belgard; † 4. Juni 1921 in Berlin) war eine deutsche Schriftstellerin und Übersetzerin.

## Leben
Sie stammte aus dem pommerschen Adelsgeschlecht Manteuffel und war die Tochter des Rittergutsbesitzers und Politikers Arthur von Manteuffel auf Redel und der Adelhaide von Dossow, Tochter der Wilhelmine von dem Knesebeck-Langenapel und des Majors Gustav von Dossow. Else verbrachte ihre Jugend auf dem väterlichen Gut Redel. Sie veröffentlichte Schriften der Volks- und Jugendliteratur. Viele ihrer Texte wurden in christlichen Zeitschriften veröffentlicht. Sie übersetzte auch englische Werke ins Deutsche und lebte lange in Berlin.
Else von Manteuffel starb 1921 im Alter von 73 Jahren in ihrer Wohnung in Berlin-Lichterfelde. Sie war unverheiratet. Sie hatte mehrere Geschwister, u. a. den Offizier Arthur von Manteuffel, zuletzt Generalleutnant.

## Werke
- Himmelsschlüssel. Eine Erzählung für junge Mädchen. Hauptverlag für christliche Erbauungsschriften, Berlin 1885.
- Am Ostseestrande. Schmidt, Anklam 1891.
- Aus Dunkel zum Licht. Schmidt, Anklam 1891.[3]
- Der beste Freund. Schmidt, Anklam 1891.
- Der brave, kleine „Pysang“. Schmidt, Anklam 1891.[4]
- Im Frühlingssonnenschein. Schmidt, Anklam 1891.
- Die Nachbarhäuser. Schmidt, Anklam 1892.
- Die Zigeuner. Erzählung. Verlag des christlichen Zeitschriftenvereins, Berlin 1896.
- Prinzessin Ilse. Erzählung. Verlag des christlichen Zeitschriftenvereins, Berlin 1896.
- Trudchens Sommerfrische. Erzählung. Verlag des christlichen Zeitschriftenvereins, Berlin 1896.

## Herausgeberschaft und Übersetzungen
- Gathered leaves. Hrsg. Else von Manteufel. Verlag Striese, Königsberg 1896.[5]